# Hans Erikson
Hans Israel Erikson, född 23 april 1931 i Örebro, död 18 juli 2018 i Längbro församling, Örebro län, var en svensk arkitekt.
Erikson som var son till kapten Oscar Erikson och Margit Gustafsson, utexaminerades från Kungliga Tekniska högskolan 1957. Han anställdes hos Nilsson-Sundberg-Wirén arkitektkontor i Stockholm 1956, i Örebro från 1959. Han var löjtnant i luftvärnets reserv. Han var styrelseledamot i Mellansveriges arkitektförening, Örebro byggnadsförening och Örebro läns konstförening.